# Saison 2020-2021 des Hornets de Charlotte
La saison 2020-2021 des Hornets de Charlotte est la 31e saison de la franchise en NBA.  
Durant l'intersaison, l'équipe sélectionne dans un premier temps LaMelo Ball en 3e position lors de la draft 2020. La franchise réalise l'acquisition de Gordon Hayward et décide de se séparer de Nicolas Batum. 
Durant la saison régulière, LaMelo Ball devient le plus jeune joueur de l'histoire de la NBA à réaliser un triple-double à 19 ans et 111 jours, pour son dixième match en carrière. Il se fracture néanmoins le poignet en mars, l'obligeant à rester hors des parquets jusque début mai. 
Le 11 mai 2021, les Hornets se qualifient pour le play-in tournament mais sont éliminés lors du premier match pour la 9e place contre les Pacers de l'Indiana et ne participeront pas aux playoffs. 
À l'issue de la saison régulière, LaMelo Ball est élu NBA Rookie of the Year, devant Anthony Edwards, malgré le nombre de matchs manqués par le jeune joueur.

## Draft
| Tour | Choix | Joueur           | Poste | Nationalité | Provenance            |
| ---- | ----- | ---------------- | ----- | ----------- | --------------------- |
| 1    | 3     | LaMelo Ball      | PG    | États-Unis  | Illawarra Hawks       |
| 2    | 32    | Vernon Carey Jr. | C     | États-Unis  | Blue Devils de Duke   |
| 2    | 56    | Grant Riller     | PG/SG | États-Unis  | Cougars de Charleston |

## Matchs

### Pré-saison
| Pré-saison Total: 1-3 (Domicile : 0-2; Extérieur : 1-1) |

| Match | Date match  | Équipe    | Score     | Meilleur marqueur      | Meilleur rebondeur      | Meilleur passeur    | Lieux           | Série |
| ----- | ----------- | --------- | --------- | ---------------------- | ----------------------- | ------------------- | --------------- | ----- |
| 1     | 12 décembre | Toronto   | D 100-111 | Miles Bridges (12)     | LaMelo Ball (10)        | LaMelo Ball (4)     | Spectrum Center | 0 - 1 |
| 2     | 14 décembre | Toronto   | D 109-112 | McDaniels, Rozier (15) | Bridges, Washington (6) | Graham, Hayward (6) | Spectrum Center | 0 - 2 |
| 3     | 17 décembre | @ Orlando | V 123-115 | Terry Rozier (20)      | Terry Rozier (7)        | Devonte' Graham (6) | Amway Center    | 1 - 2 |
| 4     | 19 décembre | @ Orlando | D 117-120 | Devonte' Graham (25)   | Miles Bridges (15)      | Terry Rozier (6)    | Amway Center    | 1 -3  |

### Saison régulière
| Saison régulière Total: 33-39 (Domicile : 18-18; Extérieur : 15-21) |

| Match | Date match  | Équipe        | Score     | Meilleur marqueur   | Meilleur rebondeur    | Meilleur passeur     | Lieux                      | Série |
| ----- | ----------- | ------------- | --------- | ------------------- | --------------------- | -------------------- | -------------------------- | ----- |
| 1     | 23 décembre | @ Cleveland   | D 114-121 | Terry Rozier (42)   | Miles Bridges (6)     | Devonte' Graham (10) | Rocket Mortgage FieldHouse | 0 - 1 |
| 2     | 26 décembre | Oklahoma City | D 107-109 | Terry Rozier (19)   | Bismack Biyombo (9)   | Devonte' Graham (10) | Spectrum Center            | 0 - 2 |
| 3     | 27 décembre | Brooklyn      | V 106-104 | Gordon Hayward (28) | P. J. Washington (12) | Gordon Hayward (7)   | Spectrum Center            | 1 - 2 |
| 4     | 30 décembre | @ Dallas      | V 118-99  | LaMelo Ball (22)    | Miles Bridges (16)    | Ball, Graham (5)     | American Airlines Center   | 2 - 2 |

| Match                                                                                      | Date match  | Équipe                | Score     | Meilleur marqueur     | Meilleur rebondeur      | Meilleur passeur     | Lieux                | Série  |
| ------------------------------------------------------------------------------------------ | ----------- | --------------------- | --------- | --------------------- | ----------------------- | -------------------- | -------------------- | ------ |
| 5                                                                                          | 1er janvier | Memphis               | D 93-108  | Bismack Biyombo (16)  | Bismack Biyombo (12)    | LaMelo Ball (6)      | Spectrum Center      | 2 - 3  |
| 6                                                                                          | 2 janvier   | @ Philadelphie        | D 112-127 | Terry Rozier (35)     | Bismack Biyombo (9)     | Devonte' Graham (9)  | Wells Fargo Center   | 2 - 4  |
| 7                                                                                          | 4 janvier   | @ Philadelphie        | D 101-118 | Gordon Hayward (18)   | Hayward, Washington (8) | LaMelo Ball (9)      | Wells Fargo Center   | 2 - 5  |
| 8                                                                                          | 6 janvier   | @ Atlanta             | V 102-94  | Gordon Hayward (44)   | P. J. Washington (10)   | Devonte' Graham (7)  | State Farm Arena     | 3 - 5  |
| 9                                                                                          | 8 janvier   | @ La Nouvelle-Orléans | V 118-110 | Gordon Hayward (26)   | LaMelo Ball (10)        | LaMelo Ball (9)      | Smoothie King Center | 4 - 5  |
| 10                                                                                         | 9 janvier   | Atlanta               | V 113-105 | Terry Rozier (23)     | LaMelo Ball (12)        | LaMelo Ball (11)     | Spectrum Center      | 5 - 5  |
| 11                                                                                         | 11 janvier  | New York              | V 109-88  | Gordon Hayward (34)   | LaMelo Ball (14)        | Ball, Graham (7)     | Spectrum Center      | 6 - 5  |
| 12                                                                                         | 13 janvier  | Dallas                | D 93-104  | Terry Rozier (18)     | P. J. Washington (10)   | Devonte' Graham (7)  | Spectrum Center      | 6 - 6  |
| 13                                                                                         | 14 janvier  | @ Toronto             | D 108-111 | Terry Rozier (22)     | P. J. Washington (11)   | LaMelo Ball (11)     | Amalie Arena         | 6 - 7  |
| 14                                                                                         | 16 janvier  | @ Toronto             | D 113-116 | Gordon Hayward (25)   | P. J. Washington (12)   | Devonte' Graham (7)  | Amalie Arena         | 6 - 8  |
| -                                                                                          | 20 janvier  | Washington            | Reporté*  | Reporté*              | Reporté*                | Reporté*             | Spectrum Center      | -      |
| 15                                                                                         | 22 janvier  | Chicago               | D 110-123 | Gordon Hayward (34)   | Bismack Biyombo (10)    | Graham, Rozier (6)   | Spectrum Center      | 6 - 9  |
| 16                                                                                         | 24 janvier  | @ Orlando             | V 107-104 | Gordon Hayward (39)   | Gordon Hayward (9)      | LaMelo Ball (8)      | Amway Center         | 7 - 9  |
| 17                                                                                         | 25 janvier  | @ Orlando             | D 108-117 | Hayward, Rozier (24)  | Biyombo, Zeller (7)     | Trois joueurs (4)    | Amway Center         | 7 - 10 |
| 18                                                                                         | 27 janvier  | Indiana               | D 106-116 | Terry Rozier (20)     | Cody Zeller (14)        | Ball, Graham (5)     | Spectrum Center      | 7 - 11 |
| 19                                                                                         | 29 janvier  | Indiana               | V 108-105 | P. J. Washington (19) | P. J. Washington (9)    | Devonte' Graham (10) | Spectrum Center      | 8 - 11 |
| 20                                                                                         | 30 janvier  | Milwaukee             | V 126-114 | Ball, Hayward (27)    | Cody Zeller (15)        | LaMelo Ball (9)      | Spectrum Center      | 9 - 11 |
| * Le match a été reporté à la suite du protocole sanitaire de la ligue contre la covid-19. |             |                       |           |                       |                         |                      |                      |        |

| Match | Date match  | Équipe         | Score     | Meilleur marqueur     | Meilleur rebondeur      | Meilleur passeur     | Lieux                   | Série   |
| ----- | ----------- | -------------- | --------- | --------------------- | ----------------------- | -------------------- | ----------------------- | ------- |
| 21    | 1er février | @ Miami        | V 129-121 | Malik Monk (36)       | Cody Zeller (12)        | LaMelo Ball (7)      | American Airlines Arena | 10 - 11 |
| 22    | 3 février   | Philadelphie   | D 111-118 | Ball, Hayward (22)    | Bridges, Zeller (8)     | Gordon Hayward (9)   | Spectrum Center         | 10 - 12 |
| 23    | 5 février   | Utah           | D 121-138 | LaMelo Ball (34)      | Gordon Hayward (10)     | LaMelo Ball (8)      | Spectrum Center         | 10 - 13 |
| 24    | 7 février   | Washington     | V 119-97  | Terry Rozier (26)     | Miles Bridges (14)      | LaMelo Ball (5)      | Spectrum Center         | 11 - 13 |
| 25    | 8 février   | Houston        | V 119-94  | LaMelo Ball (24)      | Miles Bridges (10)      | LaMelo Ball (10)     | Spectrum Center         | 12 - 13 |
| 26    | 10 février  | @ Memphis      | D 114-130 | Terry Rozier (34)     | Miles Bridges (10)      | LaMelo Ball (5)      | FedExForum              | 12 - 14 |
| 27    | 12 février  | Minnesota      | V 120-114 | Terry Rozier (41)     | LaMelo Ball (11)        | Gordon Hayward (5)   | Spectrum Center         | 13 - 14 |
| 28    | 14 février  | San Antonio    | D 110-122 | Terry Rozier (33)     | Ball, Zeller (12)       | LaMelo Ball (8)      | Spectrum Center         | 13 - 15 |
| -     | 17 février  | Chicago        | Reporté*  | Reporté*              | Reporté*                | Reporté*             | Spectrum Center         | -       |
| -     | 19 février  | Denver         | Reporté*  | Reporté*              | Reporté*                | Reporté*             | Spectrum Center         | -       |
| 29    | 20 février  | Golden State   | V 102-100 | Terry Rozier (36)     | Hayward, McDaniels (7)  | LaMelo Ball (7)      | Spectrum Center         | 14 - 15 |
| 30    | 22 février  | @ Utah         | D 110-132 | Ball, Hayward (21)    | Ball, Zeller (7)        | Ball, Washington (4) | Vivint Smart Home Arena | 14 - 16 |
| 31    | 24 février  | @ Phoenix      | V 124-121 | Malik Monk (29)       | Bismack Biyombo (11)    | LaMelo Ball (8)      | PHX Arena               | 15 - 16 |
| 32    | 26 février  | @ Golden State | D 121-130 | Malik Monk (25)       | P. J. Washington (10)   | LaMelo Ball (6)      | Chase Center            | 15 - 17 |
| 33    | 28 février  | @ Sacramento   | V 127-126 | P. J. Washington (42) | Bridges, Washington (9) | LaMelo Ball (12)     | Golden 1 Center         | 16 - 17 |

| Match                  | Date match | Équipe          | Score         | Meilleur marqueur     | Meilleur rebondeur       | Meilleur passeur    | Lieux             | Série   |
| ---------------------- | ---------- | --------------- | ------------- | --------------------- | ------------------------ | ------------------- | ----------------- | ------- |
| 34                     | 1er mars   | @ Portland      | D 111-123     | LaMelo Ball (30)      | Cody Martin (9)          | LaMelo Ball (8)     | Moda Center       | 16 - 18 |
| 35                     | 3 mars     | @ Minnesota     | V 135-102     | Terry Rozier (31)     | Miles Bridges (10)       | Gordon Hayward (9)  | Target Center     | 17 - 18 |
| NBA All-Star Game 2021 |            |                 |               |                       |                          |                     |                   |         |
| 36                     | 11 mars    | Détroit         | V 105-102     | P. J. Washington (20) | P. J. Washington (9)     | LaMelo Ball (9)     | Spectrum Center   | 18 - 18 |
| 37                     | 13 mars    | Toronto         | V 114-104     | LaMelo Ball (23)      | LaMelo Ball (9)          | LaMelo Ball (6)     | Spectrum Center   | 19 - 18 |
| 38                     | 15 mars    | Sacramento      | V 122-116     | Terry Rozier (26)     | Bismack Biyombo (10)     | Cody Zeller (6)     | Spectrum Center   | 20 - 18 |
| 39                     | 17 mars    | @ Denver        | D 104-129     | Terry Rozier (21)     | P. J. Washington (6)     | Gordon Hayward (6)  | Ball Arena        | 20 - 19 |
| 40                     | 18 mars    | @ L.A. Lakers   | D 105-116     | LaMelo Ball (26)      | Bridges, Hayward (9)     | Gordon Hayward (10) | Staples Center    | 20 - 20 |
| 41                     | 20 mars    | @ L.A. Clippers | D 98-125      | Miles Bridges (21)    | Gordon Hayward (8)       | Terry Rozier (5)    | Staples Center    | 20 - 21 |
| 42                     | 22 mars    | @ San Antonio   | V 100-97      | Gordon Hayward (27)   | P. J. Washington (13)    | Hayward, Rozier (6) | AT&T Center       | 21 - 21 |
| 43                     | 24 mars    | @ Houston       | V 122-97      | Terry Rozier (25)     | P. J. Washington (12)    | Trois joueurs (4)   | Toyota Center     | 22 - 21 |
| 44                     | 26 mars    | Miami           | V 110-105     | Malik Monk (32)       | Gordon Hayward (9)       | Terry Rozier (11)   | Spectrum Center   | 23 - 21 |
| 45                     | 28 mars    | Phoenix         | D 97-101 (OT) | Devonte' Graham (30)  | Bridges, Washington (12) | Cody Martin (4)     | Spectrum Center   | 23 - 22 |
| 46                     | 30 mars    | @ Washington    | V 114-104     | Terry Rozier (27)     | Cody Zeller (13)         | Graham, Hayward (6) | Capital One Arena | 24 - 22 |

| Match | Date match | Équipe          | Score     | Meilleur marqueur     | Meilleur rebondeur     | Meilleur passeur      | Lieux                   | Série   |
| ----- | ---------- | --------------- | --------- | --------------------- | ---------------------- | --------------------- | ----------------------- | ------- |
| 47    | 1er avril  | @ Brooklyn      | D 89-111  | Graham, Hayward (13)  | P. J. Washington (8)   | Malik Monk (4)        | Barclays Center         | 24 - 23 |
| 48    | 2 avril    | @ Indiana       | V 114-97  | Miles Bridges (23)    | Miles Bridges (10)     | Graham, Hayward (6)   | Bankers Life Fieldhouse | 25 - 23 |
| 49    | 4 avril    | @ Boston        | D 86-116  | Terry Rozier (22)     | Rozier, Zeller (7)     | Devonte' Graham (6)   | TD Garden               | 25 - 24 |
| 50    | 7 avril    | @ Oklahoma City | V 113-102 | Jalen McDaniels (21)  | Cody Zeller (14)       | Bradley Wanamaker (6) | Chesapeake Energy Arena | 26 - 24 |
| 51    | 9 avril    | @ Milwaukee     | V 127-119 | Miles Bridges (26)    | Cody Zeller (12)       | Bradley Wanamaker (7) | Fiserv Forum            | 27 - 24 |
| 52    | 11 avril   | Atlanta         | D 101-105 | Miles Bridges (23)    | Cody Zeller (9)        | Devonte' Graham (7)   | Spectrum Center         | 27 - 25 |
| 53    | 13 avril   | L.A. Lakers     | D 93-101  | Devonte' Graham (19)  | Bismack Biyombo (12)   | Devonte' Graham (6)   | Spectrum Center         | 27 - 26 |
| 54    | 14 avril   | Cleveland       | D 90-103  | Terry Rozier (22)     | Trois joueurs (7)      | Terry Rozier (8)      | Spectrum Center         | 27 - 27 |
| 55    | 16 avril   | @ Brooklyn      | D 115-130 | Miles Bridges (33)    | Miles Bridges (9)      | Terry Rozier (10)     | Barclays Center         | 27 - 28 |
| 56    | 18 avril   | Portland        | V 109-101 | Terry Rozier (34)     | Rozier, Washington (8) | Terry Rozier (10)     | Spectrum Center         | 28 - 28 |
| 57    | 20 avril   | @ New York      | D 97-109  | P. J. Washington (26) | Miles Bridges (14)     | Terry Rozier (8)      | Madison Square Garden   | 28 - 29 |
| 58    | 22 avril   | @ Chicago       | D 91-108  | Devonte' Graham (16)  | Cody Zeller (6)        | Terry Rozier (8)      | United Center           | 28 - 30 |
| 59    | 23 avril   | Cleveland       | V 108-102 | Miles Bridges (25)    | Bismack Biyombo (11)   | Devonte' Graham (10)  | Spectrum Center         | 29 - 30 |
| 60    | 25 avril   | Boston          | V 125-104 | Devonte' Graham (24)  | P. J. Washington (12)  | Terry Rozier (11)     | Spectrum Center         | 30 - 30 |
| 61    | 27 avril   | Milwaukee       | D 104-114 | Devonte' Graham (25)  | Miles Bridges (10)     | Trois joueurs (6)     | Spectrum Center         | 30 - 31 |
| 62    | 28 avril   | @ Boston        | D 111-120 | Devonte' Graham (25)  | Cody Martin (9)        | Graham, Rozier (7)    | TD Garden               | 30 - 32 |

| Match | Date match | Équipe              | Score          | Meilleur marqueur     | Meilleur rebondeur     | Meilleur passeur    | Lieux                 | Série   |
| ----- | ---------- | ------------------- | -------------- | --------------------- | ---------------------- | ------------------- | --------------------- | ------- |
| 63    | 1er mai    | Détroit             | V 107-94       | Terry Rozier (29)     | Biyombo, McDaniels (9) | LaMelo Ball (8)     | Spectrum Center       | 31 - 32 |
| 64    | 2 mai      | Miami               | D 111-121      | P. J. Washington (21) | Jalen McDaniels (9)    | Quatre joueurs (5)  | Spectrum Center       | 31 - 33 |
| 65    | 4 mai      | @ Détroit           | V 102-99       | LaMelo Ball (23)      | Jalen McDaniels (12)   | Ball, Rozier (6)    | Little Caesars Arena  | 32 - 33 |
| 66    | 6 mai      | Chicago             | D 99-120       | P. J. Washington (24) | Terry Rozier (8)       | LaMelo Ball (9)     | Spectrum Center       | 32 - 34 |
| 67    | 7 mai      | Orlando             | V 122-112      | Terry Rozier (28)     | Bismack Biyombo (11)   | Ball, Rozier (6)    | Spectrum Center       | 33 - 34 |
| 68    | 9 mai      | La Nouvelle-Orléans | D 110-112      | Terry Rozier (43)     | P. J. Washington (12)  | LaMelo Ball (5)     | Spectrum Center       | 33 - 35 |
| 69    | 11 mai     | Denver              | D 112-117      | Devonte' Graham (31)  | LaMelo Ball (12)       | LaMelo Ball (7)     | Spectrum Center       | 33 - 36 |
| 70    | 13 mai     | L.A. Clippers       | D 90-113       | LaMelo Ball (18)      | Bismack Biyombo (7)    | LaMelo Ball (7)     | Spectrum Center       | 33 - 37 |
| 71    | 15 mai     | @ New York          | D 109-118 (OT) | Miles Bridges (30)    | Cody Zeller (11)       | Devonte' Graham (8) | Madison Square Garden | 33 - 38 |
| 72    | 16 mai     | @ Washington        | D 110-115      | Terry Rozier (22)     | Rozier, Washington (9) | Terry Rozier (9)    | Capital One Arena     | 33 - 39 |

### Play-in tournament
| Play-in Total: 0-1 (Domicile : 0-0; Extérieur : 0-1) |

| Match | Date match | Équipe    | Score     | Meilleur marqueur  | Meilleur rebondeur  | Meilleur passeur | Lieux                   | Série |
| ----- | ---------- | --------- | --------- | ------------------ | ------------------- | ---------------- | ----------------------- | ----- |
| 1     | 18 mai     | @ Indiana | D 117-144 | Miles Bridges (23) | Bridges, Rozier (8) | Terry Rozier (6) | Bankers Life Fieldhouse | 0 - 1 |

### Confrontations en saison régulière
| Conférence Est      | Conférence Est                              | Conférence Est                              | Conférence Est                              | Conférence Est                              | Conférence Ouest                            | Conférence Ouest                            | Conférence Ouest                            |
| Division Atlantique | Division Atlantique                         | Division Atlantique                         | Division Atlantique                         | Division Atlantique                         | Division Nord-Ouest                         | Division Nord-Ouest                         | Division Nord-Ouest                         |
| Équipe              | Domicile                                    | Domicile                                    | Extérieur                                   | Extérieur                                   | Équipe                                      | Domicile                                    | Extérieur                                   |
| ------------------- | ------------------------------------------- | ------------------------------------------- | ------------------------------------------- | ------------------------------------------- | ------------------------------------------- | ------------------------------------------- | ------------------------------------------- |
| Boston              | 125-104                                     |                                             | 86-116                                      | 111-120                                     | Denver                                      | 112-117                                     | 104-129                                     |
| Brooklyn            | 106-104                                     |                                             | 89-111                                      | 115-130                                     | Minnesota                                   | 120-114                                     | 135-102                                     |
| New York            | 109-88                                      |                                             | 97-109                                      | 109-118 (OT)                                | Oklahoma City                               | 107-109                                     | 113-102                                     |
| Philadelphie        | 111-118                                     |                                             | 112-127                                     | 101-118                                     | Portland                                    | 109-101                                     | 111-123                                     |
| Toronto             | 114-104                                     |                                             | 108-111                                     | 113-116                                     | Utah                                        | 121-138                                     | 110-132                                     |
|                     | 4-1                                         | 4-1                                         | 0-10                                        | 0-10                                        |                                             | 2-3                                         | 2-3                                         |
| Division            | 4-11                                        | 4-11                                        | 4-11                                        | 4-11                                        | Division                                    | 4-6                                         | 4-6                                         |
| Division Centrale   | Division Centrale                           | Division Centrale                           | Division Centrale                           | Division Centrale                           | Division Pacifique                          | Division Pacifique                          | Division Pacifique                          |
| Équipe              | Domicile                                    | Domicile                                    | Extérieur                                   | Extérieur                                   | Équipe                                      | Domicile                                    | Extérieur                                   |
| Chicago             | 110-123                                     | 99-120                                      | 91-108                                      |                                             | Golden State                                | 102-100                                     | 121-130                                     |
| Cleveland           | 90-103                                      | 108-102                                     | 114-121                                     |                                             | L.A. Clippers                               | 90-113                                      | 98-125                                      |
| Detroit             | 105-102                                     | 107-94                                      | 102-99                                      |                                             | L.A. Lakers                                 | 93-101                                      | 105-116                                     |
| Indiana             | 106-116                                     | 108-105                                     | 114-97                                      |                                             | Phoenix                                     | 97-101 (OT)                                 | 124-121                                     |
| Milwaukee           | 126-114                                     | 104-114                                     | 127-119                                     |                                             | Sacramento                                  | 122-116                                     | 127-126                                     |
|                     | 5-5                                         | 5-5                                         | 3-2                                         | 3-2                                         |                                             | 2-3                                         | 2-3                                         |
| Division            | 8-7                                         | 8-7                                         | 8-7                                         | 8-7                                         | Division                                    | 4-6                                         | 4-6                                         |
| Division Sud-Est    | Division Sud-Est                            | Division Sud-Est                            | Division Sud-Est                            | Division Sud-Est                            | Division Sud-Ouest                          | Division Sud-Ouest                          | Division Sud-Ouest                          |
| Équipe              | Domicile                                    | Domicile                                    | Extérieur                                   | Extérieur                                   | Équipe                                      | Domicile                                    | Extérieur                                   |
| Atlanta             | 113-105                                     | 101-105                                     | 102-94                                      |                                             | Dallas                                      | 93-104                                      | 118-99                                      |
|                     |                                             |                                             |                                             |                                             | Houston                                     | 119-94                                      | 122-97                                      |
| Miami               | 110-105                                     | 111-121                                     | 129-121                                     |                                             | Memphis                                     | 93-108                                      | 114-130                                     |
| Orlando             | 122-112                                     |                                             | 107-104                                     | 108-117                                     | New Orleans                                 | 110-112                                     | 118-110                                     |
| Washington          | 119-97                                      |                                             | 114-104                                     | 110-115                                     | San Antonio                                 | 110-122                                     | 100-97                                      |
|                     | 4-2                                         | 4-2                                         | 4-2                                         | 4-2                                         |                                             | 1-4                                         | 4-1                                         |
| Division            | 8-4                                         | 8-4                                         | 8-4                                         | 8-4                                         | Division                                    | 5-5                                         | 5-5                                         |
| Conférence          | 20-22 (Domicile : 13-8; Extérieur : 7-14)   | 20-22 (Domicile : 13-8; Extérieur : 7-14)   | 20-22 (Domicile : 13-8; Extérieur : 7-14)   | 20-22 (Domicile : 13-8; Extérieur : 7-14)   | Conférence                                  | 13-17 (Domicile : 5-10; Extérieur : 8-7)    | 13-17 (Domicile : 5-10; Extérieur : 8-7)    |
| Total               | 33-39 (Domicile : 18-18; Extérieur : 15-21) | 33-39 (Domicile : 18-18; Extérieur : 15-21) | 33-39 (Domicile : 18-18; Extérieur : 15-21) | 33-39 (Domicile : 18-18; Extérieur : 15-21) | 33-39 (Domicile : 18-18; Extérieur : 15-21) | 33-39 (Domicile : 18-18; Extérieur : 15-21) | 33-39 (Domicile : 18-18; Extérieur : 15-21) |

## Classements
| Conférence Est | Conférence Est             | Conférence Est | Conférence Est | Conférence Est | Conférence Est | Conférence Est | Conférence Est |
| No             | Franchise                  | Vic.           | Déf.           | MJ             | V/D            | GB             |                |
| -------------- | -------------------------- | -------------- | -------------- | -------------- | -------------- | -------------- | -------------- |
| 1              | c - 76ers de Philadelphie* | 49             | 23             | 72             | .681           | –              |                |
| 2              | x - Nets de Brooklyn       | 48             | 24             | 72             | .667           | 1              |                |
| 3              | y - Bucks de Milwaukee*    | 46             | 26             | 72             | .639           | 3              |                |
| 4              | x - Knicks de New York     | 41             | 31             | 72             | .569           | 8              |                |
| 5              | y - Hawks d'Atlanta*       | 41             | 31             | 72             | .569           | 8              |                |
| 6              | x - Heat de Miami          | 40             | 32             | 72             | .556           | 9              |                |
|                |                            |                |                |                |                |                |                |
| 7              | x - Celtics de Boston      | 36             | 36             | 72             | .500           | 13             |                |
| 8              | x - Wizards de Washington  | 34             | 38             | 72             | .472           | 15             |                |
| 9              | o - Pacers de l'Indiana    | 34             | 38             | 72             | .472           | 15             |                |
| 10             | o - Hornets de Charlotte   | 33             | 39             | 72             | .458           | 16             |                |
|                |                            |                |                |                |                |                |                |
| 11             | o - Bulls de Chicago       | 31             | 41             | 72             | .431           | 18             |                |
| 12             | o - Raptors de Toronto     | 27             | 45             | 72             | .375           | 22             |                |
| 13             | o - Cavaliers de Cleveland | 22             | 50             | 72             | .306           | 27             |                |
| 14             | o - Magic d'Orlando        | 21             | 51             | 72             | .292           | 28             |                |
| 15             | o - Pistons de Détroit     | 20             | 52             | 72             | .278           | 29             |                |

| Division Sud-Est          | V  | D  | MJ | V/D  | GB | Dom   | Ext   | Div |
| ------------------------- | -- | -- | -- | ---- | -- | ----- | ----- | --- |
| y - Hawks d'Atlanta       | 41 | 31 | 72 | .569 | –  | 25–11 | 16–20 | 9–3 |
| x - Heat de Miami         | 40 | 32 | 72 | .556 | 1  | 21–15 | 19–17 | 6–6 |
| x - Wizards de Washington | 34 | 38 | 72 | .472 | 7  | 19–17 | 15–21 | 3–9 |
| o - Hornets de Charlotte  | 33 | 39 | 72 | .458 | 8  | 18–18 | 15–21 | 8–4 |
| o - Magic d'Orlando       | 21 | 51 | 72 | .292 | 20 | 11–25 | 10–26 | 4–8 |

## Effectif

### Effectif actuel
| Hornets de Charlotte Effectif en fin de saison régulière       |    |                                                |                       |                        |
| Entraîneur : James Borrego                                     |    |                                                |                       |                        |
| Meneur                                                         | 2  | Drapeau des États-Unis                         | LaMelo Ball (R)       | Illawarra Hawks        |
| Pivot                                                          | 8  | Drapeau de la république démocratique du Congo | Bismack Biyombo       | Baloncesto Fuenlabrada |
| Ailier / Ailier fort                                           | 0  | Drapeau des États-Unis                         | Miles Bridges         | Michigan State         |
| Pivot                                                          | 22 | Drapeau des États-Unis                         | Vernon Carey Jr. (R)  | Duke                   |
| Arrière                                                        | 30 | Drapeau du Canada                              | Nate Darling (R) (TW) | Delaware               |
| Meneur / Arrière                                               | 4  | Drapeau des États-Unis                         | Devonte' Graham       | Kansas                 |
| Ailier                                                         | 20 | Drapeau des États-Unis                         | Gordon Hayward        | Butler                 |
| Arrière / Ailier                                               | 10 | Drapeau des États-Unis                         | Caleb Martin          | Nevada                 |
| Arrière / Ailier                                               | 11 | Drapeau des États-Unis                         | Cody Martin           | Nevada                 |
| Ailier / Ailier fort                                           | 6  | Drapeau des États-Unis                         | Jalen McDaniels       | San Diego State        |
| Arrière                                                        | 1  | Drapeau des États-Unis                         | Malik Monk            | Kentucky               |
| Pivot                                                          | 14 | Drapeau de la Jamaïque                         | Nick Richards (R)     | Kentucky               |
| Meneur / Arrière                                               | 7  | Drapeau des États-Unis                         | Grant Riller (R) (TW) | Charleston             |
| Meneur                                                         | 3  | Drapeau des États-Unis                         | Terry Rozier          | Louisville             |
| Meneur / Arrière                                               | 9  | Drapeau des États-Unis                         | Bradley Wanamaker     | Pittsburgh             |
| Ailier fort                                                    | 25 | Drapeau des États-Unis                         | P. J. Washington      | Kentucky               |
| Pivot                                                          | 40 | Drapeau des États-Unis                         | Cody Zeller           | Indiana                |
| (C) - Capitaine, (R) - Rookie, (TW) - Two-way contract, Blessé |    |                                                |                       |                        |

## Récompenses durant la saison
| Date               | Joueur       | Récompense                                   |
| ------------------ | ------------ | -------------------------------------------- |
| Décembre / Janvier | LaMelo Ball  | Rookie du mois dans la Conférence Est.       |
| Février            | LaMelo Ball  | Rookie du mois dans la Conférence Est.       |
| Mars               | LaMelo Ball  | Rookie du mois dans la Conférence Est.       |
| 2 mars             | LaMelo Ball  | ☆ Rising Stars Challenge - Team USA ☆        |
| 22 mars - 28 mars  | Terry Rozier | Joueur de la semaine dans la conférence Est. |
| 16 juin            | LaMelo Ball  | NBA Rookie of the Year                       |
| 17 juin            | LaMelo Ball  | NBA All-Rookie First Team                    |

## Transactions

### Joueurs qui re-signent
| Date       | Joueur          | Contrat                          |
| ---------- | --------------- | -------------------------------- |
| 30/11/2020 | Bismack Biyombo | Contrat de 3 500 000 $ sur 1 an. |

### Options dans les contrats
| Date       | Joueur           | Option                                                                                 |
| ---------- | ---------------- | -------------------------------------------------------------------------------------- |
| 16/11/2020 | Nicolas Batum    | Nicolas Batum active son option joueur de 27 130 434 $ pour la saison 2020-2021.       |
| 19/11/2020 | Dwayne Bacon     | Charlotte refuse de prolonger la "Qualifying Offer". Dwayne Bacon devient agent libre. |
| 23/12/2020 | Miles Bridges    | Charlotte active son option d'équipe de 5 421 493 $ pour la saison 2021-2022.          |
| 23/12/2020 | P. J. Washington | Charlotte active son option d'équipe de 4 215 120 $ pour la saison 2021-2022.          |

### Échanges
| Novembre    | Novembre | Novembre                                                                | Novembre |
| ----------- | --- | ----------------------------------------------------------------------- | -------- |
| 19 novembre | Vers les Hornets de Charlotte - Droits sur Nick Richards (#42)                                                               | Vers les Pelicans de La Nouvelle-Orléans - Second tour de draft 2024    | [ 17 ]   |
| 29 novembre | Vers les Hornets de Charlotte - Gordon Hayward (Sign and trade) - Second tour de draft 2023 - Second tour de draft 2024      | Vers les Celtics de Boston - Second tour de draft 2022 protégé          | [ 18 ]   |
| Mars        | |                                                                         |          |
| 25 mars     | Vers les Hornets de Charlotte - Bradley Wanamaker - Second tour de draft 2022 de Toronto (protégé) - Compensation financière | Vers les Warriors de Golden State - Second tour de draft 2025 (protégé) | [ 19 ]   |

### Arrivées

#### Draft
| Date       | Joueur                 | Provenance                  |
| ---------- | ---------------------- | --------------------------- |
| 30/11/2020 | LaMelo Ball (#3)       | Illawarra Hawks             |
| 30/11/2020 | Vernon Carey Jr. (#32) | Blue Devils de Duke (NCAA)  |
| 30/11/2020 | Nick Richards (#42)    | Wildcats du Kentucky (NCAA) |

#### Agents libres
|  | Joueur ayant signé un contrat non-garanti, pour intégrer les camps d'entraînement de l'équipe. |

| Date       | Joueur                          | Provenance                      | Contrat                                    |
| ---------- | ------------------------------- | ------------------------------- | ------------------------------------------ |
| 29/11/2020 | Gordon Hayward (Sign and trade) | Celtics de Boston               | Contrat de 120 000 000 $ sur 4 ans.        |
| 30/11/2020 | Keandre Cook                    | Bears de Missouri State (NCAA)  | Contrat non-garanti de 898 310 $ sur 1 an. |
| 30/11/2020 | Javin DeLaurier                 | Blue Devils de Duke (NCAA)      | Contrat non-garanti de 898 310 $ sur 1 an. |
| 30/11/2020 | Xavier Sneed                    | Wildcats de Kansas State (NCAA) | Contrat non-garanti de 898 310 $ sur 1 an. |
| 30/11/2020 | Kahlil Whitney                  | Wildcats du Kentucky (NCAA)     | Contrat non-garanti de 898 310 $ sur 1 an. |

#### Two-way contracts
| Date       | Joueur             | Provenance                            |
| ---------- | ------------------ | ------------------------------------- |
| 30/11/2020 | Nate Darling       | Fightin' Blue Hens du Delaware (NCAA) |
| 30/11/2020 | Grant Riller (#56) | Cougars de Charleston (NCAA)          |

### Départs

#### Agents libres
| Date       | Joueur                   | Nouvelle équipe ¹                          |
| ---------- | ------------------------ | ------------------------------------------ |
| 24/11/2020 | Dwayne Bacon (Restreint) | Magic d'Orlando                            |
| 24/11/2020 | Willy Hernangómez        | Pelicans de La Nouvelle-Orléans            |
| 01/12/2020 | Nicolas Batum            | Clippers de Los Angeles                    |
| 18/01/2021 | Ray Spalding             | Vipers de Rio Grande Valley (NBA G-League) |
| 27/01/2021 | Keandre Cook             | Swarm de Greensboro (NBA G-League)         |
| 27/01/2021 | Javin DeLaurier          | Swarm de Greensboro (NBA G-League)         |
| 27/01/2021 | Kobi Simmons             | Swarm de Greensboro (NBA G-League)         |
| 27/01/2021 | Xavier Sneed             | Swarm de Greensboro (NBA G-League)         |

#### Joueurs coupés
|  | Joueurs non conservés après les camps d'entraînements de l'équipe. |

| Date       | Joueur          |
| ---------- | --------------- |
| 29/11/2020 | Nicolas Batum   |
| 29/11/2020 | Ray Spalding    |
| 19/12/2020 | Keandre Cook    |
| 19/12/2020 | Javin DeLaurier |
| 19/12/2020 | Xavier Sneed    |
| 19/12/2020 | Kahlil Whitney  |